# NGC 520
NGC 520 este o galaxie spirală situată în constelația Peștii. A fost descoperită în 13 decembrie 1784 de către William Herschel. De asemenea, a fost observată încă o dată de către John Herschel.

## Galerie

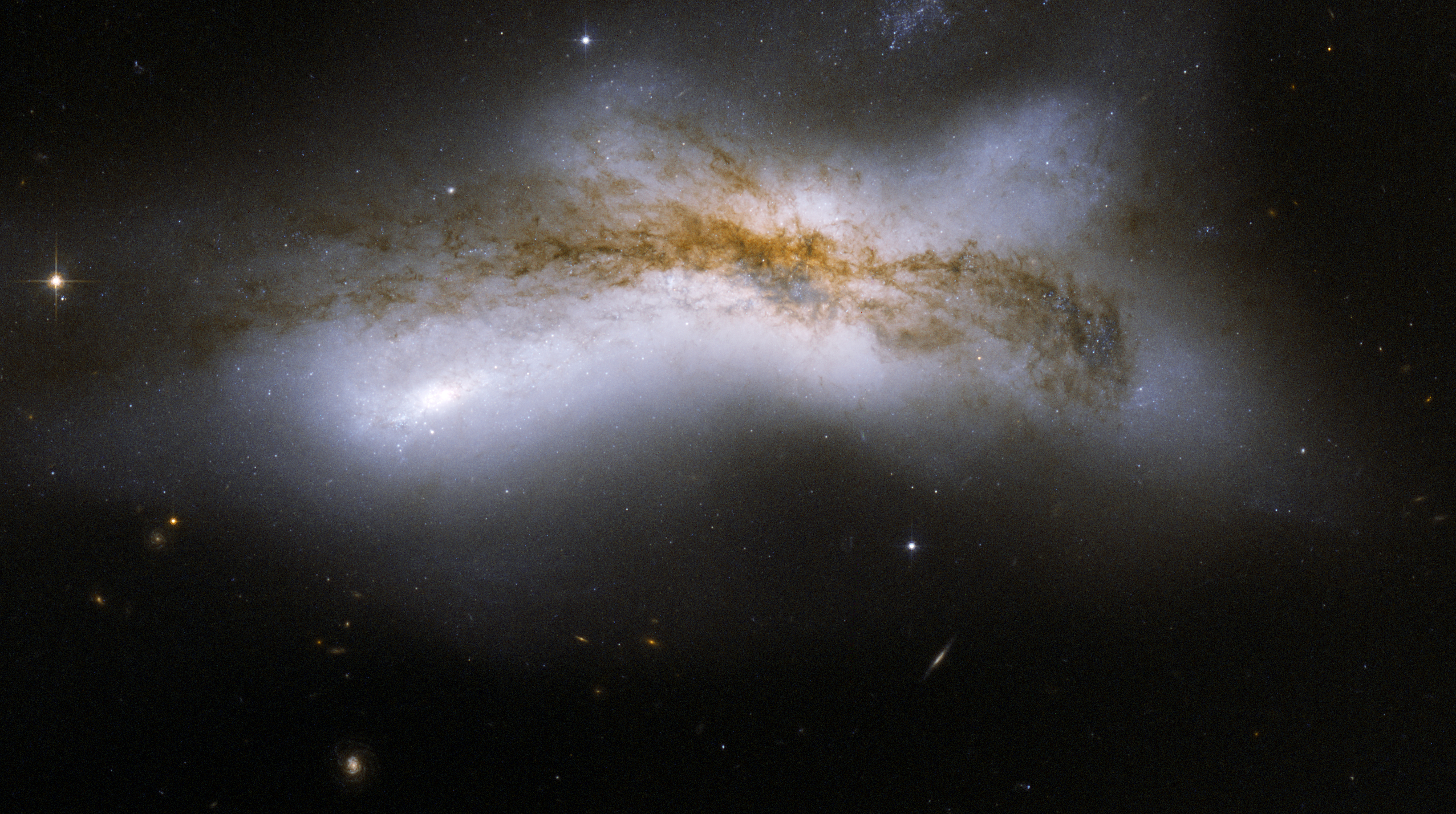
NGC 520 (Telescopul spațial Hubble)
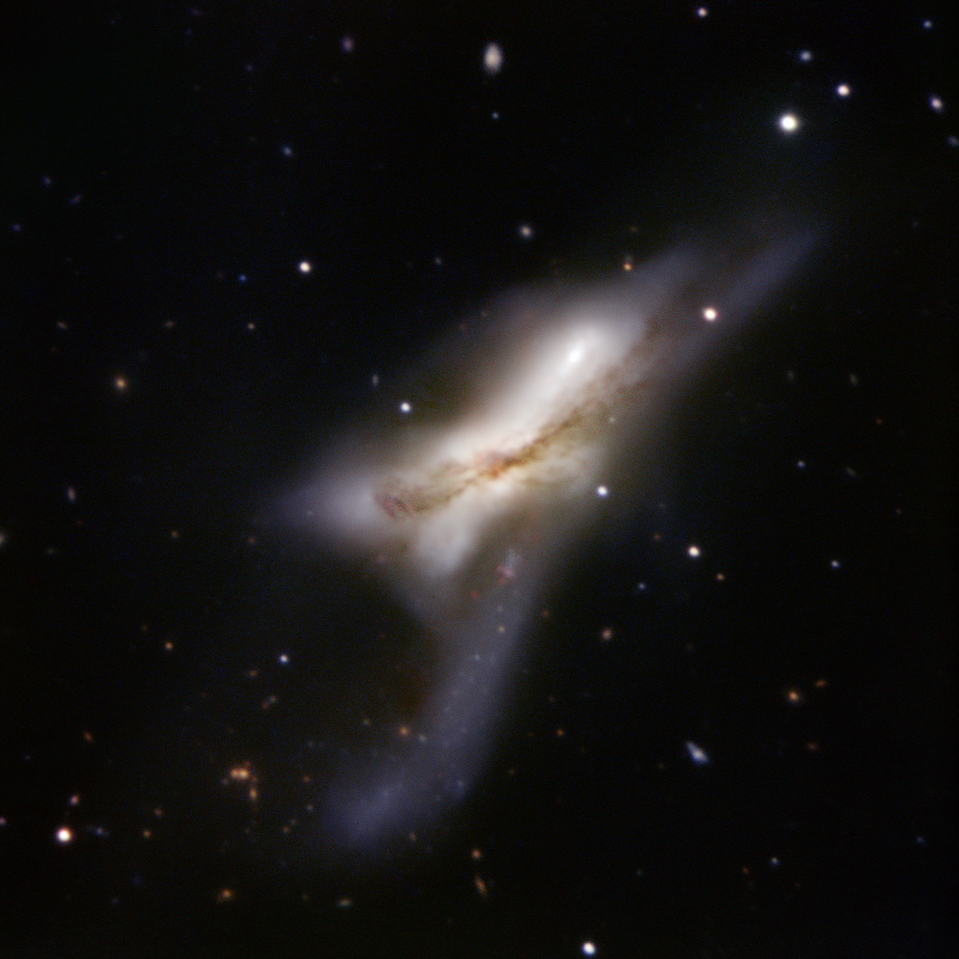
NGC 520
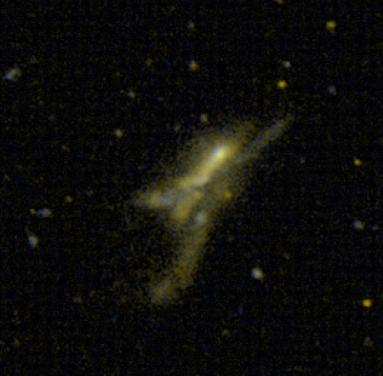
NGC 520 (ultraviolet, GALEX)
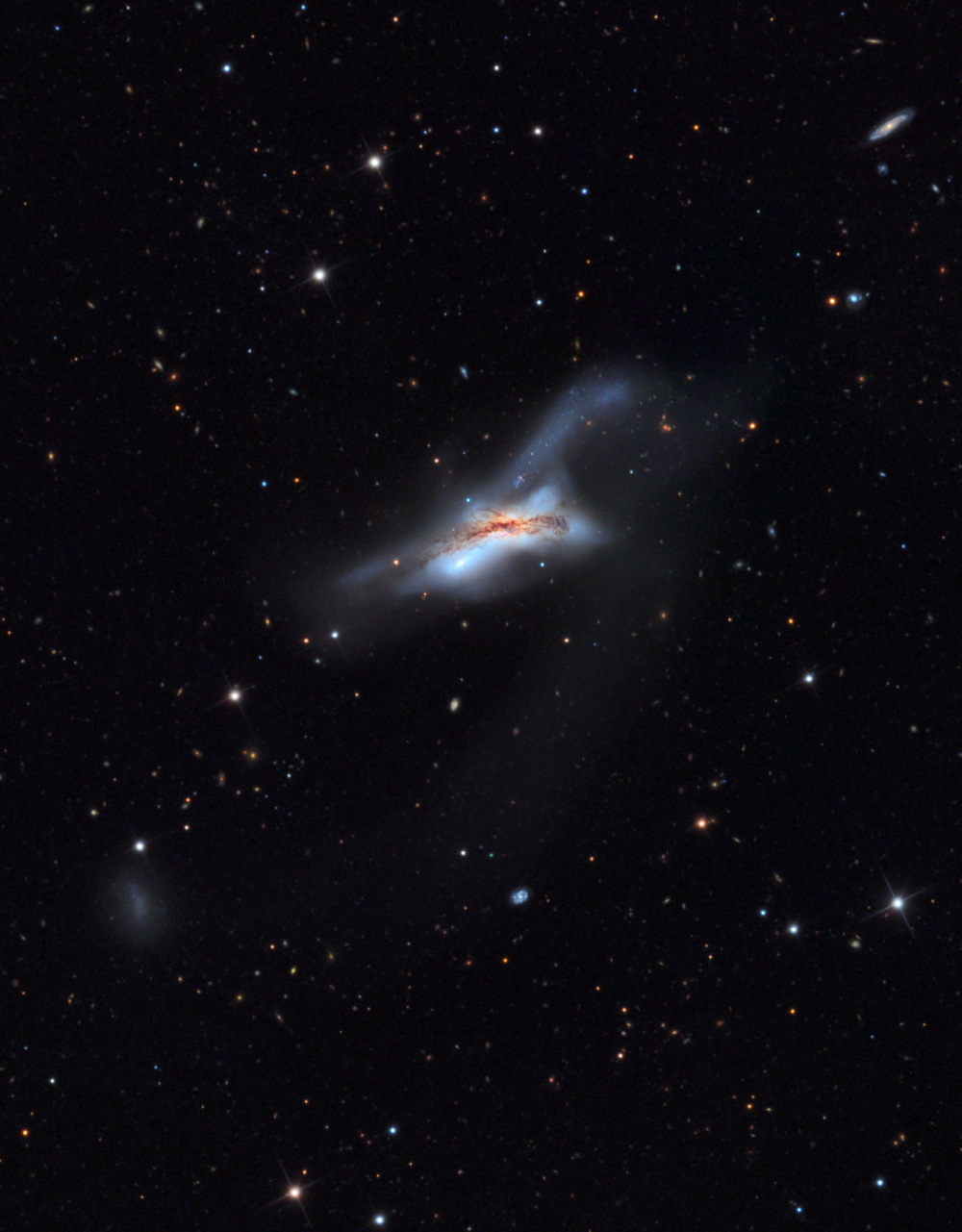
NGC 520